# Perypetia
Perypetia (z gr. peripéteia "nagła zmiana") – zdarzenie wikłające lub zdecydowanie zmieniające kierunek akcji dramatycznej lub epickiej, stawiające bohatera utworu wobec nowych okoliczności  i wpływające na jego losy. Występowała już w tragedii greckiej.